# Barwon
Pour les articles homonymes, voir Barwon (rivière du Victoria).
La Barwon est une rivière de Nouvelle-Galles du Sud en Australie qui forme pendant une partie de son trajet la frontière avec l'état voisin du Queensland. C'est un sous-affluent du Murray par la Darling.

## Étymologie
Le nom de la rivière est d'origine aborigène et voudrait dire "la grande rivière".

## Géographie
D'une longueur de 889 km, elle prend sa source sur le versant ouest de la Cordillère australienne au nord de la Nouvelle-Galles du Sud. Elle coule d'abord vers le nord ouest pour s'incurver vers le sud-ouest en formant la frontière avec le Queensland. Elle se dirige ensuite vers le sud-ouest pour rejoindre la Culgoa près de Bourke et former la Darling qui ira elle-même se jeter dans le Murray près de Wenworth.
Elle traverse les villes de Brewarrina, Collarenebri, Walgett, Mungindi.
Les principaux affluents de la Barwon sont :
- la Balonne River ;
- la Condamine River ;
- la Namoi River.